# لبان روسبولي
لبان روسبولي أو بوسويلية روسبولية (الاسم العلمي:Boswellia ruspoliana) هو نوع من النباتات يتبع جنس اللبان من الفصيلة البخورية.